# Piprites chloris
Piprites chloris là một loài chim theo truyền thống xếp trong họ Pipridae. Tên gọi thông thường trong tiếng Anh của nó là wing-barred piprites, nghĩa đen là đớp ruồi đẹp cánh vằn.
Trong phân loại gần đây cả SAAC và IOC xếp nó trong họ Tyrannidae, trong khi Ohlson đề xuất xếp nó trong họ riêng biệt là Pipritidae.

## Phân loài
- P. c. antioquiae Chapman, 1924: Miền bắc và miền trung Colombia.
- P. c. perijana Phelps & Phelps Jr, 1949: Dãy núi Perijá (đông bắc Colombia và tây nam Venezuela).
- P. c. tschudii (Cabanis, 1874): Đông nam Colombia, Ecuador tới miền trung Peru và miền tây Brasil.
- P. c. chlorion (Cabanis, 1847): Bắc và đông nam Venezuela, Guiana, Guiana thuộc Pháp, Suriname và đông bắc Brasil.
- P. c. grisescens Novaes, 1964: Pará (trung bắc Brasil).
- P. c. boliviana Chapman, 1924: Tây nam Brasil và bắc Bolivia.
- P. c. chloris (Temminck, 1822) (nguyên chủng): Đông Brasil, đông Paraguay và đông bắc Argentina.